# Ta' Xbiex
Ta' Xbiex est une petite ville du nord-est de Malte avec une population de 2 500 personnes. Elle possède son propre conseil local.
Quelques ambassades ont élu domicile à Ta' Xbiex : on y trouve, entre autres, les représentations diplomatiques du Royaume-Uni, de l'Autriche et de l'Égypte.

## Origine

### Toponymie
Son nom dérive de Tbexbix, qui signifie lever de soleil (à cause de sa position géographique), ou alors de Xbiek, "filet", puisque Ta' Xbiex était initialement un petit village de pêche.

## Paroisse
Il devint paroisse en 1969

### Église
L'église paroissiale est dédiée à saint Jean de la Croix et est administrée par des moines carmélites.

## Géographie
|       | Gżira            |                  |
| Msida | Ta' Xbiex        | Mer Méditerranée |
|       | Mer Méditerranée |                  |

## Économie
La banque Pilatus Bank y avait son siège.